# Sillago schomburgkii
Sillago schomburgkii is een straalvinnige vissensoort uit de familie van witte baarzen (Sillaginidae). De wetenschappelijke naam van de soort is voor het eerst geldig gepubliceerd in 1864 door Wilhelm Peters.